# Christian Hefenbrock

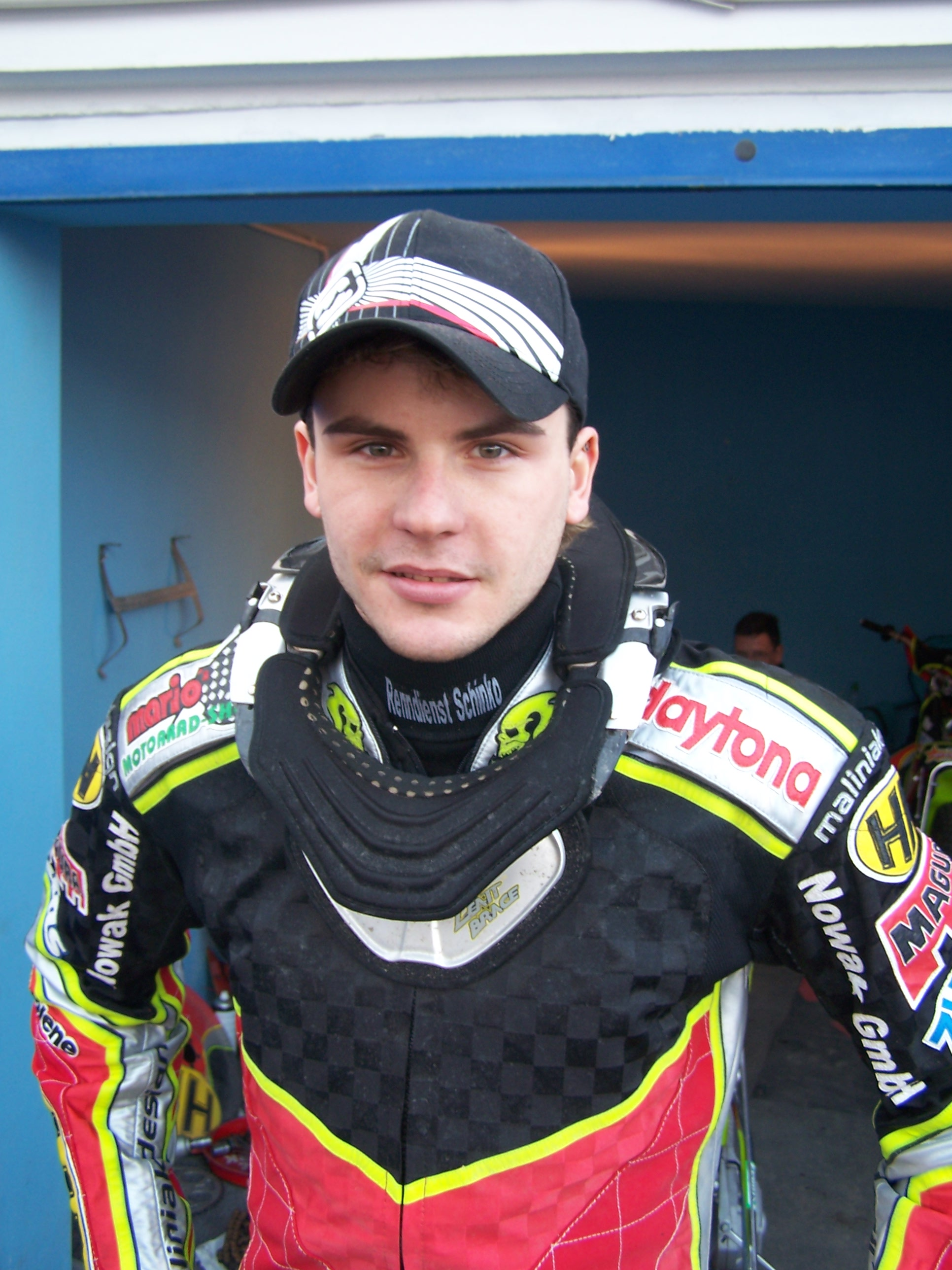
Christian Hefenbrock

Christian Hefenbrock (* 15. Mai 1985 in Kyritz) ist ein deutscher Speedway-Fahrer, welcher in der polnischen Speedway Ekstraliga, britischen Elite League und der deutschen Speedway-Bundesliga aktiv ist.
Für den Grand Prix von Deutschland bei der Speedway-Weltmeisterschaft 2007 bekam er die Wild Card und gewann gleich sein erstes Rennen. Im Gesamtergebnis belegte er bei dieser WM mit 4 Punkten den 27. Platz.

## Teams 2010
- Włókniarz Częstochowa
- Coventry Bees
- MSC Diedenbergen

## Erfolge
- Speedway-Europameisterschaft Einzel: 3. Platz (2006)
- Speedway U-21 Weltmeisterschaft Einzel: 3. Platz (2006)
- Deutscher Meister Einzel: 2006
- Deutscher U-21 Meister Einzel: 2001, 2005
- Deutscher Vizemeister Einzel: 2009
- Deutscher Vizemeister Einzel: 2012

| Personendaten    | Personendaten                           |
| ---------------- | --------------------------------------- |
| NAME             | Hefenbrock, Christian                   |
| KURZBESCHREIBUNG | deutscher Speedway-Fahrer               |
| GEBURTSDATUM     | 15. Mai 1985                            |
| GEBURTSORT       | Kyritz, Deutsche Demokratische Republik |